# Ampulex quadraticollar
Ampulex quadraticollar är en  stekelart som beskrevs av Wu och Chou 1985. Ampulex quadraticollar ingår i släktet Ampulex och familjen Ampulicidae. Inga underarter finns listade i Catalogue of Life.